# Miyu Matsuki
Mieko Matsuki (松木 美愛子, Matsuki Mieko, September 14, 1977 – October 27, 2015), mais conhecida por seu nome artístico Miyu Matsuki (松 来 未 祐 Matsuki Miyu?), era uma dubladora e cantora japonesa de Kure, Hiroshima, mais conhecida por seu trabalho em animes. Ela era afiliada da 81 Produce no momento de sua morte.
Após seu anúncio em 14 de julho de 2015, Matsuki estava sob tratamento para pneumonia aguda até sua morte em 27 de outubro de 2015 em Tóquio de linfoma causado por infecção crônica ativa por EBV . No momento de sua morte, ela estava escalada para figurar como como Charlotte Dimandias no anime Hundred.  Seus papéis agendados e contínuos foram assumidos por Yui Horie, Yumi Kakazu, Reina Ueda e Noriko Shitaya .
Um evento de caridade em sua homenagem foi realizado em 11 de setembro de 2016, no Science Museum Hall em Chiyoda Ward, Tóquio, Japão. Os 39! O evento Miyu-chan organizado por seus amigos e colegas teve sua renda revertida para a pesquisa do CAEBV e causas médicas relacionadas.

## Filmografia

### Anime de TV
- Ayakashi como Hime Yakushiji
- Aria The Natural como Ayano (ep 4)
- Binchō-tan como Pukashū
- Carnival Phantasm como Hisui
- Chibi Maruko-chan como Koharu Nagayama (Second)
- Claymore como Flora
- Da Capo (romance visual) como Yoriko Sagisawa
- Da Capo Second Season como Misaki Sagisawa
- D-Frag! como Fukuko Nishinaga
- Divergence Eve como Kotoko-01
- Dog Days como Evita Sales
- Dragon Drive como Sue
- Fafner in the Azure como Shōko Hazama
- Fate/kaleid liner Prisma Illya como Magical Sapphire
- Final Approach como Akane Mizuhara
- Fullmetal Alchemist como Sister (ep 16)
- Futari wa Pretty Cure Splash Star como Choppy
- Glass Mask como Asako Hayagawa (ep 22)
- Haibane Renmei como Haibane of Abandoned Factory
- Nyaruko: Crawling with Love como Kūko
- Hanbun no Tsuki ga Noboru Sora como Sayoko Natsume (ep 5,6)
- Hand Maid May como Mie
- Hayate no Gotoku! como Isumi Saginomiya
- Hidamari Sketch como Yoshinoya
- Hit wo Nerae! como Natsumi Yagami
- Isekai no Seikishi Monogatari como Flora Nanadan
- Kagihime Monogatari Eikyū Alice Rondo como Kisa Misaki
- Kakyuusei como Estudante feminina (ep 9); Mahoko's friend (ep 5)
- Koi Kaze como Nanoka Kohinata (Bebê)
- Konjiki no Gash Bell!! como Princess Pear
- Kotori Samba como Merōnya
- LOVE♥LOVE? como Natsumi Yagami
- Magical Girl Lyrical Nanoha como Shinobu Tsukimura
- Magical Girl Lyrical Nanoha A's como Lieze Lotte
- MÄR como Chaton
- Maria Holic como Ayari Shiki
- Memories Off 2nd como Kana Maikata
- Mezzo como Asami Igarashi
- Mirmo Zibang! como Pikumo (Gaia Team)
- Misaki Chronicles como Kotoko-02
- Tsukuyomi -Moon Phase- como Kaoru Midō
- Nakoruru como Mikato
- Otome wa Boku ni Koishiteru como Shion Jūjō
- Pani Poni Dash! como Media
- Pocket Monsters Best Wishes! Season 2 como Cattleya
- Romeo x Juliet como Cordelia
- Rune Soldier como Anna
- Ryūsei Sentai Musumet como Nako Seijō
- Saki como Ichigo Sasano
- Sayonara Zetsubou Sensei como Harumi Fujiyoshi
- SD Gundam Force como Lilijimarna Miya Do Lacroa
- Seven of Seven como Hitomi Onodera
- Shimoneta como Anna Nishikinomiya
- Simoun como Anguras (ep 8,17,18)
- Soukou no Strain como Jesse Iges
- Strawberry Panic! como Hikari Konohana
- Tactics como Miyabi Suzakuin (ep 10,11)
- Tamayura como Chimo Yakusa
- The Cosmopolitan Prayers como Koto Hoshino / Mikorayer
- The Third como Fairy (ep 13,14,16)
- Tokimeki Memorial ~Only Love~ como Koayu Utsumi
- True Love Story como Yuiko Shinosaka
- W~Wish como Tomo Kishida
- Yami to Bōshi to Hon no Tabibito como Milka

### Filme
- Pretty Cure All Stars como Choppy
- Futari wa PreCure Splash☆Star the Movie: Tic-Tac Crisis Hanging by a Thin Thread! como Choppy
- Hayate the Combat Butler! Heaven Is a Place on Earth como Isumi Saginomiya
- Jewelpet the Movie: Sweets Dance Princess como Macaronia
- Major The Movie: Winning Shot of Friendship como Akihiko Sano
- Yasai no Yousei: N.Y. Salad como White Eggplant

### Jogos
- Akai Ito como Kei Hatō
- Atelier Iris 3: Grand Phantasm como Iris Fortner
- Castlevania Judgment como Maria Renard[15]
- Dungeon Travelers 2 como Maid-Sensei
- Elsword como Ariel
- Final Approach como Akane Mizuhara
- Grand Chase como Arme Glenstid
- Kashimashi ~Girl Meets Girl~ The First Summer Story como Kakeno Mine
- Melty Blood como Hisui and MECH-Hisui
- Musashi: Samurai Legend como Licotta[15]
- Mai-HiME: Unmei no Keitōju como Sakuya Amakawa
- Phantom Breaker como Waka Kumon
- Sentimental Prelude como Saori Shinohara
- Solatorobo: Red the Hunter como Flo Financier
- Strawberry Panic! como Hikari Konohana
- Persona 5 (Chihaya Mifune)[15]
- Power DoLLS 1 como Azusa Yumi (operator)
- Super Robot Wars Alpha 3 como Minaki Tōmine
- Super Robot Wars UX (Shōko Hazama)
- Tales of Zestiria (Lailah)[15]
- True Love Story -Summer Days, and yet... como Yuiko Shinosaka
- The Legend of Heroes: Trails of Cold Steel como Claire Rieveldt

### Dublagem
- Invader Zim como Gir